# タラハシー (フロリダ州)
タラハシー（Tallahassee [ˌtæləˈhæsi]）は、アメリカ合衆国フロリダ州北西部に位置する都市。同州の州都であり、フロリダ州立大学およびフロリダA&M大学がキャンパスを構える学術都市でもある。人口は196,169人（2020年国勢調査）で、州内第8位である。タラハシーに郡庁を置くレオン郡を中心に、4郡にまたがる都市圏は384,298人（2020年国勢調査）の人口を抱えている。タラハシーという市名は「古い町」を意味するマスコギ語族のネイティブ・アメリカンの言葉に由来している。

## 歴史

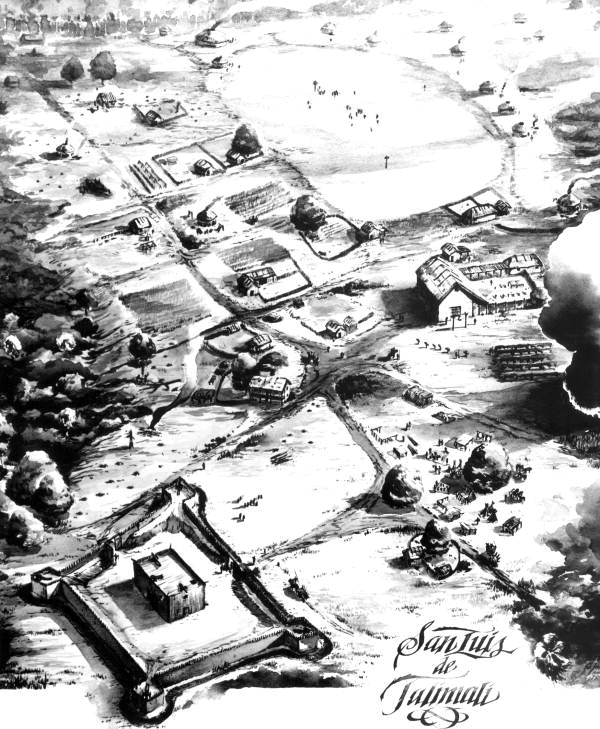
ミッション・サン・ルイス・デ・アパラチー（19世紀に描かれた想像図）

ヨーロッパ人が北アメリカに入植するよりもはるか以前、1100-1200年頃には、現在の市北部のジャクソン湖岸にネイティブ・アメリカンのアパラチー族が住み着き、その文化および宗教の中心地となっていた。現在では、一帯はレイク・ジャクソン・マウンド考古学州立公園に指定され、アパラチー族が礼拝用に造ったと考えられている塚が保存されている。
やがて1565年、スペイン人がフロリダ半島に入植し、東海岸にセントオーガスティンを建設した。その後1633年、この地にスペイン人入植者の伝道教会、ミッション・サン・ルイス・デ・アパラチーが建てられ、アパラチー族とスペイン人入植者とが共に暮らす村ができあがっていった。しかし1704年、アン女王戦争の最中にイギリスがこの地に侵攻した際、アパラチー族とスペイン人入植者はこの地を明け渡すよりも村を焼き払って避難することを選択し、セントオーガスティンへと逃げ延びた。また、アパラチー族の一部、800人ほどは、セントオーガスティンとは逆方向の、当時フランス領であったモービルへと逃げ延びた。
それから1世紀以上が過ぎた1821年、アダムズ＝オニス条約が批准され、フロリダがスペインからアメリカ合衆国に割譲されると、1763年のパリ条約締結以降東フロリダと西フロリダに分かれていたフロリダは、統一されたフロリダ準州としてアメリカ合衆国に編入された。。西フロリダの首都であったペンサコーラと東フロリダの首都であったセントオーガスティンでそれぞれ1回ずつ準州議会が開催された後、今後の準州議会は両市の中間点で開こうという議決がなされ、1824年にフロリダ準州の州都となるべくタラハシーが創設され、丸太造の準州会議事堂が建てられた。
やがてタラハシーの町や、その周辺には移入者が住み着くようになり、家屋や教会、学校が建てられた。初期の移入者の中には、ナポリ王ジョアシャン・ミュラと王妃カロリーヌ・ボナパルトの子で、ナポレオン・ボナパルトの甥にあたるアシル・ミュラもいた。アシルは父ジョアシャンが失脚し、処刑された後、王位継承権を捨ててフロリダへと亡命し、タラハシー郊外のプランテーションに安住の地を得たのであった。また、ペンサコーラ-タラハシー-セントオーガスティンを結ぶ馬車道が連邦政府の予算で整備され、1836年にはタラハシーとその外港であったセントマークスを結ぶ鉄道が敷かれるなど、タラハシー周辺の交通も整えられた。1843年には、フロリダ州立大学の前身の1つであるフロリダ女学校が開校した。1845年には、フロリダ準州が州に昇格し、タラハシーがそのままフロリダ州の州都となった。それとほぼ時を同じくして、準州会議事堂として建設が進められていた、ギリシアリバイバル様式の州会議事堂が完成した。
南北戦争以前には、タラハシーはコットンベルトの中心にあり、奴隷取引の中心地となっていた。南北戦争中には、終戦まで北軍に占領されることは無かった。南北戦争末期の1865年3月に、南郊のセントマークス川の天然橋で起きたナチュラルブリッジの戦いでは、天然橋を渡ってタラハシーに侵攻しようとする北軍を南軍が食い止め、州都の防衛に成功した。南北戦争が終わると、それまで奴隷制の下で安価な労働力に頼っていた、州の主要産業であった綿花やタバコの生産は衰え、柑橘類、木材、松脂加工品、肉牛の生産や観光へと取って代わられていった。それに伴って、州の産業と人口はフロリダ半島側へと移っていった。タラハシー周辺のプランテーションは北部の富裕層に、主に冬の狩猟場とするために買い取られていった。
20世紀に入っても、ヘンリー・フラッグラーの敷いた鉄道やビーチの存在によって観光開発が進められ、人口が急増したフロリダ半島各地とは対照的に、タラハシーはその中盤まで、州政府機関と大学が地域経済の要となる、州会議事堂から半径1マイル（1.6km）以内に市の人口のほとんどが収まってしまう南部の小さな町であった。1960年代に入ると、高い成長を遂げるフロリダ半島の中心に近いオーランドに州都を移す動きが起こった。こうした動きは、1970年代に入って、長年の公約であった、州会議事堂新庁舎建設が決まると静まった。22階建てのこの新庁舎は1977年に旧州会議事堂の隣に完成した。旧庁舎はその後1983年に博物館に転用された。

## 地理
タラハシーは北緯30度27分18秒 西経84度15分12秒 / 北緯30.45500度 西経84.25333度に位置している。フロリダ州の北西部に位置しており、ジャクソンビルからは西へ約270km、アトランタからは南へ約400km、ジョージア州との州境からは南へ約30kmである。メキシコ湾からは約45km内陸に入っている。
アメリカ合衆国国勢調査局によると、タラハシー市は総面積268.1km2（103.5mi2)である。そのうち259.8km2（100.3mi2）が陸地で8.3km2（17.0mi2）が水域である。総面積の3.2%が水域となっている。市域は平坦な土地の多いフロリダ州にしては起伏に富んでおり、場所によって標高に大きな差がある。フロリダ州会議事堂は標高60mを超える、市内で最も高い丘の上に建っているが、その東わずか400mのカスケーズ公園では標高30m程度である。フロリダ州立大学のキャンパスはダウンタウンの西の斜面に広がっており、標高は20-50m程度と、キャンパス内でも標高差がある。市南西部のタラハシー地域空港では標高25m、市南部では標高10-20m程度である。
タラハシーの植生はノースカロライナ州およびサウスカロライナ州の低地の植生と似ており、パルメット、マツ、マグノリア、オーク（特にサザンライブオーク）が多く見られる。

### 気候
タラハシーの気候は、ケッペンの気候区分でこそアメリカ合衆国東海岸や南部に広く分布している温暖湿潤気候（Cfa）に属するが、実際には蒸し暑い夏と温暖で過ごしやすい冬に特徴付けられる亜熱帯性の気候である。最も暑い7月の平均気温は28℃、最高気温の平均は33℃で、日中は月のほとんどの日が30℃を超える。最も寒い1月の平均気温は11℃、最低気温の平均は4℃で、最低気温が氷点下に下がることが時々ある程度である。降水量は春と秋に弱い乾季が、夏季に雨期があるものの、年間を通じてほぼ一定して多く、月間100-150mm、4-5月および10-11月には80-90mm、6-8月には月間180-200mm、年間では1,500mmに達する。冬季の降雪は極めて稀である。
|               | 1月   | 2月   | 3月   | 4月  | 5月  | 6月   | 7月   | 8月   | 9月   | 10月 | 11月 | 12月 | 年      |
| ------------- | ----- | ----- | ----- | ---- | ---- | ----- | ----- | ----- | ----- | ---- | ---- | ---- | ------- |
| 平均気温（℃） | 10.7  | 12.6  | 15.8  | 18.9 | 23.5 | 26.8  | 27.8  | 27.7  | 25.7  | 20.8 | 15.7 | 11.8 | 19.8    |
| 降水量（mm）  | 109.2 | 124.5 | 149.9 | 78.7 | 88.9 | 195.6 | 182.9 | 188.0 | 119.4 | 81.3 | 88.9 | 99.1 | 1,506.4 |

### 都市概観と建築物

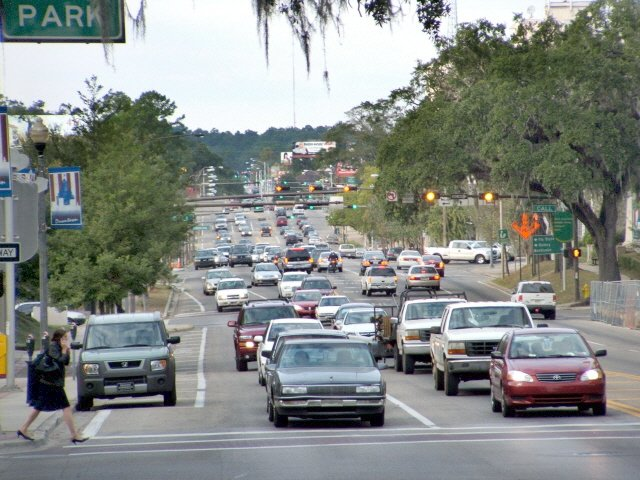
交通量の多いモンロー・ストリート

前述の通りタラハシーは起伏に富んだ地形であるが、フロリダ州会議事堂を中心としたダウンタウンの街路は比較的整然と区画されている。東西に通る通りはアダムズ・ストリートを境に東（E）と西（W）に分かれているが、南北の最も主要な通りとなっているのはアダムズ・ストリートの1ブロック東、州会議事堂の正面前を通るモンロー・ストリートである。南北に通る通りはパーク・アベニューを境に北（N）と南（S）に分かれている。
市内で最も高い建物はフロリダ州会議事堂で、地上22階建て（地下3階）、高さは105mである。このフロリダ州会議事堂一帯には州・郡・市の政府機関が集中している。議事堂からデュバル・ストリートをはさんだ西隣にはフロリダ州最高裁判所が、ペンサコーラ・ストリートをはさんだ北西隣にはタラハシー市庁舎が、そしてモンロー・ストリートをはさんだ北東隣にはレオン郡地方裁判所がそれぞれ建っている。

## 政治

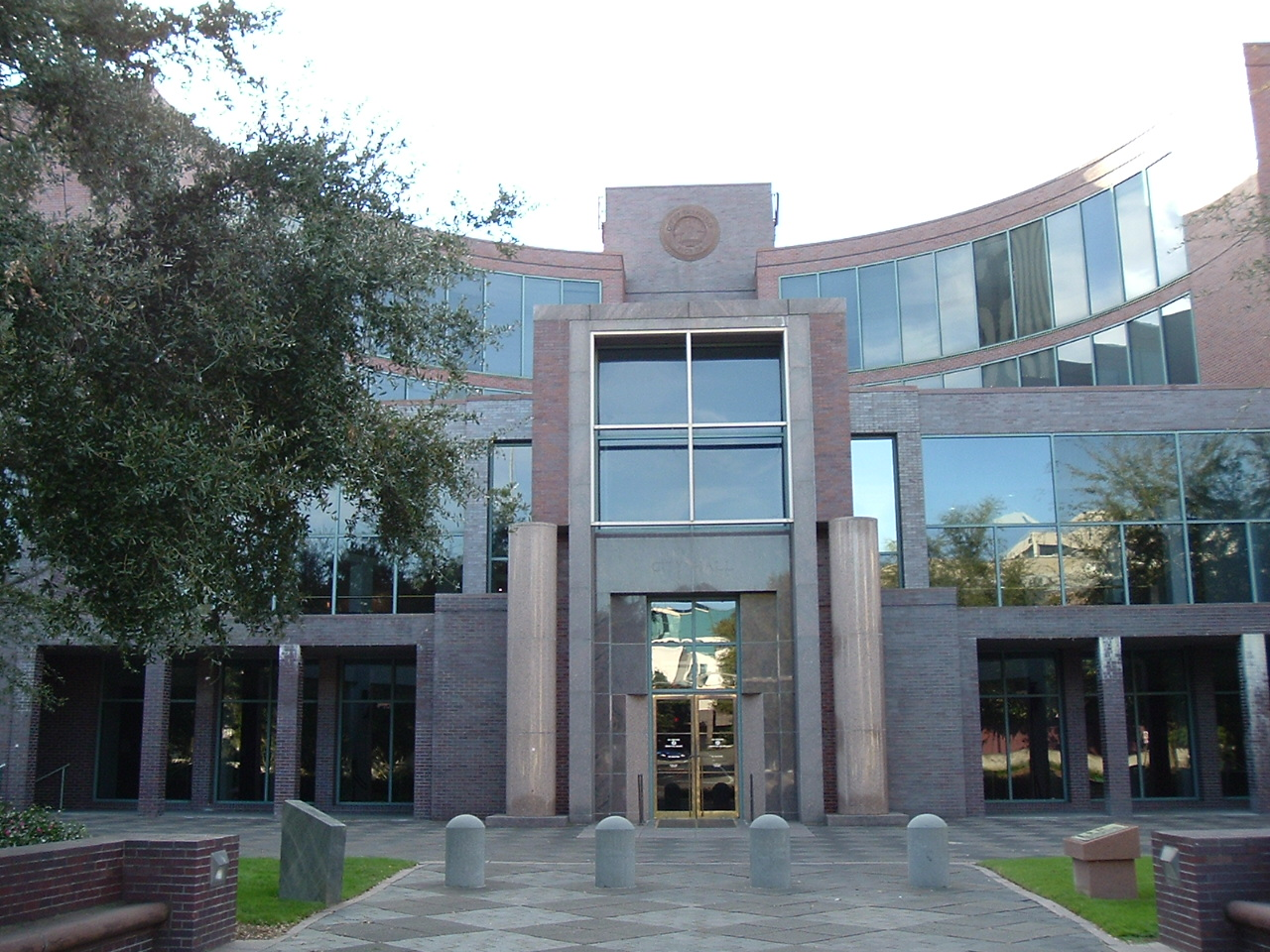
タラハシー市庁舎

タラハシーはシティー・マネージャー制を採っている。シティー・マネージャーは市の行政実務の最高責任者であり、市長からの任命で選出される。一方、市長は市の立法機関である市議会の長であるほか、市の顔として儀礼的な役割を果たす。市議会は4人の議員から成っており、市を4つに分けた選挙区から1名ずつが選出される。市長・市議員ともその任期は4年であるが、2年ごとに市議員の半数にあたる2名が改選される。

### レオン郡との市郡合併案
タラハシーとレオン郡の市郡合併案は、過去4度（1968年、1973年、1976年、1992年）にわたって住民投票にかけられたが、いずれも否決されている。
タラハシーとレオン郡の行政機関は消防や救急医療など、いくつかが既に統合されており、警察など他の部門も統合を進めていくことで、郡と市の二重行政を解消し、無駄を省き、ひいては地域経済の活性化につながると、合併賛成派は主張している。一方、高麗大学校・フロリダ州立大学行政学教授リチャード・フェイオックは、合併と地域経済との間には目に見える関連性は無いと述べている。
市郡合併が実現すると、レオン郡全体がタラハシーの市域となり、その面積は1,728km2となる。また、人口は275,487人（2010年国勢調査時点換算）となり、ジャクソンビル、マイアミ、タンパに次ぐ州第4の都市となる。

### 治安
モーガン・クイットノーによる2013年のレポートでは、タラハシーは全米の人口75,000人以上の都市のうち、危険な順で81番目であると報じられた。フロリダ州内の他の主要都市と比較すると、マイアミやオーランドよりは良く、ジャクソンビルやタンパ、セントピータズバーグよりは悪い。
タラハシーの治安を守るタラハシー市警察は、1841年に設立されたもので、全米でもフィラデルフィア市警察（1758年）、リッチモンド市警察（1807年）、ボストン市警察（1838年）に次いで4番目に長い歴史を持っている。

## 交通

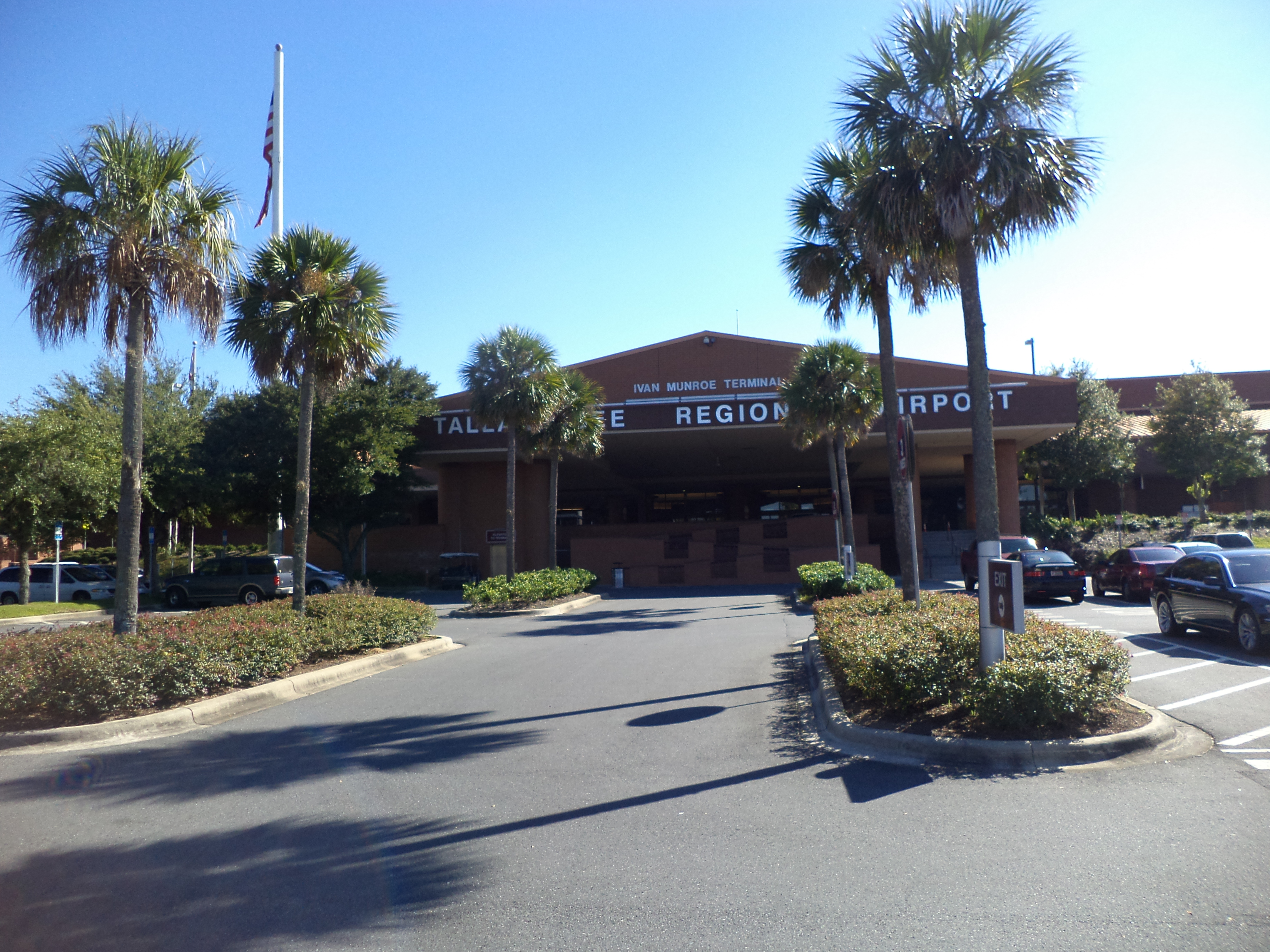
タラハシー地域空港

タラハシーの玄関口となる空港は、ダウンタウンの南西約7kmに立地する、市営のタラハシー地域空港（IATA: TLH）である。この空港にはアメリカン航空がダラス・フォートワースおよびマイアミからの便を、デルタ航空がアトランタからの便をそれぞれ発着させている。
州間高速道路I-10は市北部を東西に通っている。I-10はロサンゼルス都市圏からジャクソンビルまで、合衆国の最南部を貫いて大陸を横断する幹線である。市の西部・南部・東部には、一般道路ではあるが、キャピタル・サークルという環状線が、I-10とあわせて、市中心部を囲むようにして通っている。この環状線は南西部でタラハシー地域空港のわきを通っている。
アムトラックの駅はダウンタウンの南西、フロリダA&M大学のキャンパスの近くにあり、I-10とほぼ並行して合衆国の最南部を貫き、大陸を横断する長距離列車サンセット・リミテッド号が東行、西行とも週3便停車していた。しかし、2005年にハリケーン・カトリーナおよびハリケーン・リタが相次いでメキシコ湾岸に上陸し、ルイジアナ州南東部やミシシッピ州南部を通っていた線路にも被害を与えたため、以後はニューオーリンズ以東無期限運休となり、タラハシーに停車するアムトラックの列車はなくなった。
グレイハウンドのバスターミナルはダウンタウンにあり、州内のジャクソンビル、タンパ、オーランドのほか、アトランタやモービル、モントゴメリーへのバスが発着する。

## 教育

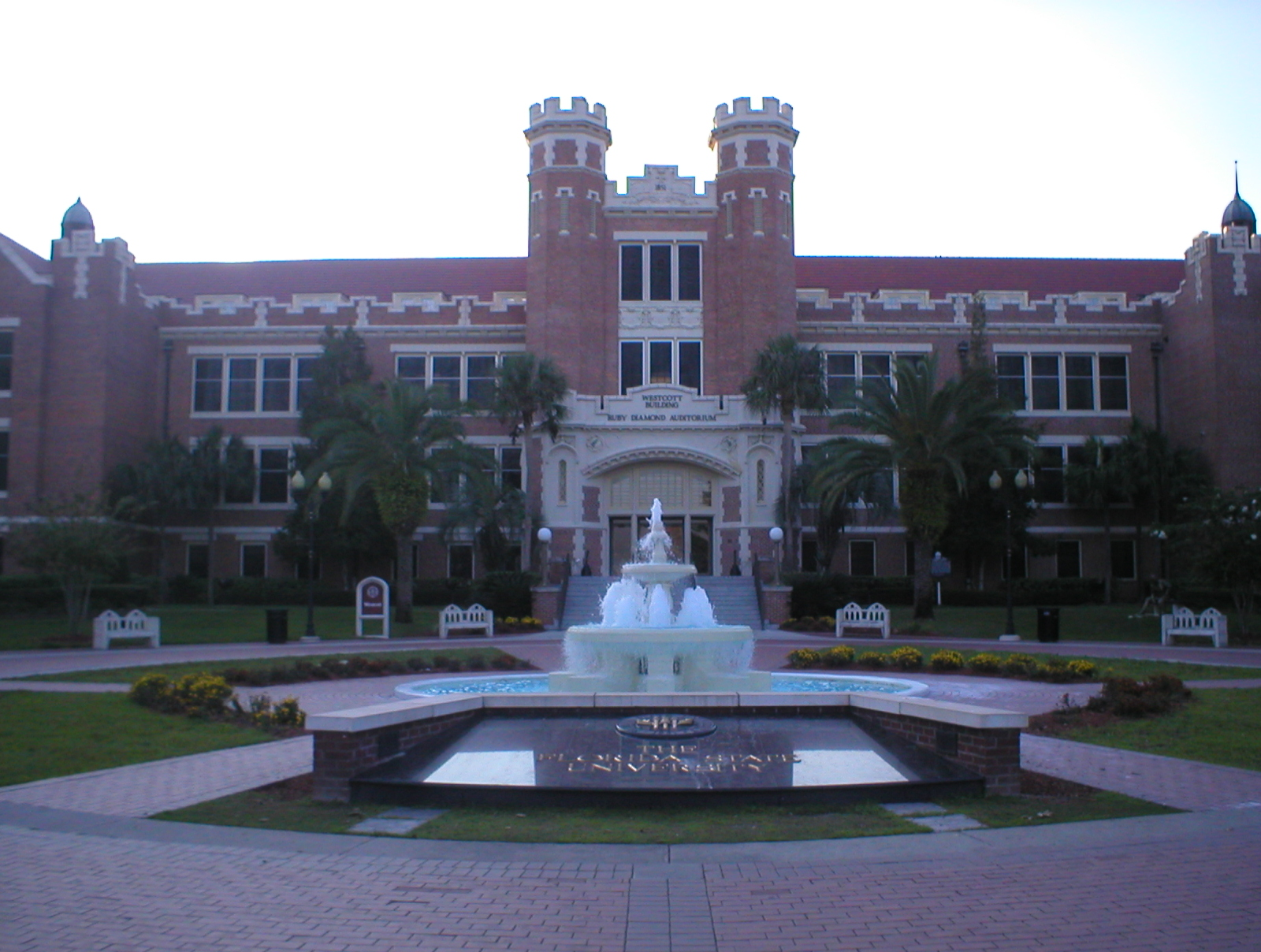
フロリダ州立大学

フロリダ州立大学はダウンタウンの西に474.5エーカー（1,920,000m2）のキャンパスを構えている。同学はゲインズビルのフロリダ大学と共にフロリダ州を代表する州立総合大学で、12校から成るフロリダ州立大学システムの一角を成している。同学は1843年に創立したタラハシー女学校と1851年に州令で創立した西フロリダ学校を前身としている。1858年に西フロリダ学校がタラハシー女学校を吸収して男女共学化した後、1901年にフロリダ州立カレッジとして総合大学化した。その後1905年に、男子学生をフロリダ大学に転校させてフロリダ女子大学となったが、1947年に第二次世界大戦からの復員者に高等教育の機会を与えるために再び男女共学化し、現在の校名となった。2013年現在、同学は教養、経営学、コミュニケーション・情報学、犯罪学、教育学、工学、映画、人間科学、法学、医学、音楽、看護、社会科学、社会福祉、芸術・演劇・ダンスの15学部を有し、学部生約32,000人、大学院生（ロースクール・メディカルスクールを含む）約8,000人の学生を抱えている。また、国立高磁場研究所も同学の所有である。同学はUSニューズ&ワールド・レポートの大学ランキングでは、全米の総合大学の中で上位100位以内に入る評価を受けている。同学のスポーツチーム、セミノールズはNCAAディビジョンI（フットボールではFBS/旧I-A）のアトランティック・コースト・カンファレンス（ACC）に所属しており、男子8種目、女子10種目で競っている。特にフットボールにおいては、1970年代後半から名将ボビー・ボーデンの下で台頭して、フロリダ大学やマイアミ大学と熾烈なライバル関係を築きつつ、全米有数の強豪校へと成長し、1993年、1999年、2013年の3度、全米優勝に輝いた。

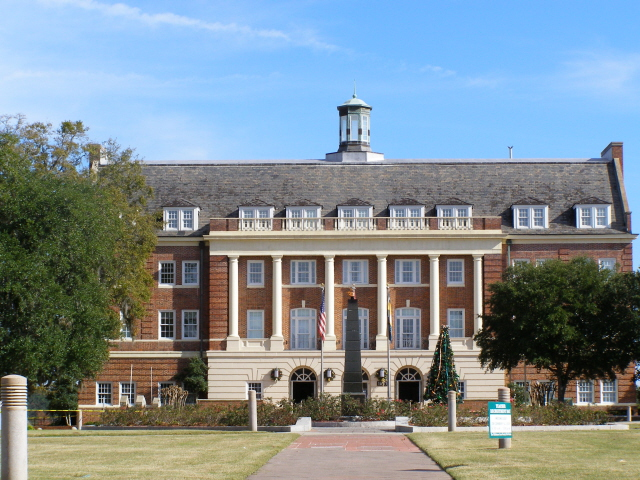
フロリダA&M大学

ダウンタウンの南西、フロリダ州立大学の南東に422エーカー（1,700,000m2）のキャンパスを構えるフロリダA&M大学は、1887年に創立された州立総合大学で、フロリダ州立大学と同様に、フロリダ州立大学システムの一角をなしている。同校は旧黒人大学で、人種共学となった現在においても、約12,000人の学生のうち9割をアフリカ系が占めている。同学は農学、教育学、工学（フロリダ州立大学と協同）、法学、薬学、人文・社会科学、理学、総合保健科学、建築学、経営学、環境学、ジャーナリズム、看護の13学部を有している。同学のスポーツチーム、ラトラーズは大西洋岸南部の旧黒人大学13校から成る、NCAAディビジョンI（フットボールはFCS/旧I-AA）のミッドイースタン・アスレチック・カンファレンス（MEAC）に所属し、男子8種目、女子8種目で競っている。
タラハシーにおけるK-12課程はレオン郡学区の管轄下にある公立学校によって主に支えられている。同学区は小学校26校（うち小中8年一貫校1校）、中学校9校、高校6校、オルタナティブ教育校7校、チャーター・スクール4校を有し、約33,000人の児童・生徒を抱えている。

## 文化と名所

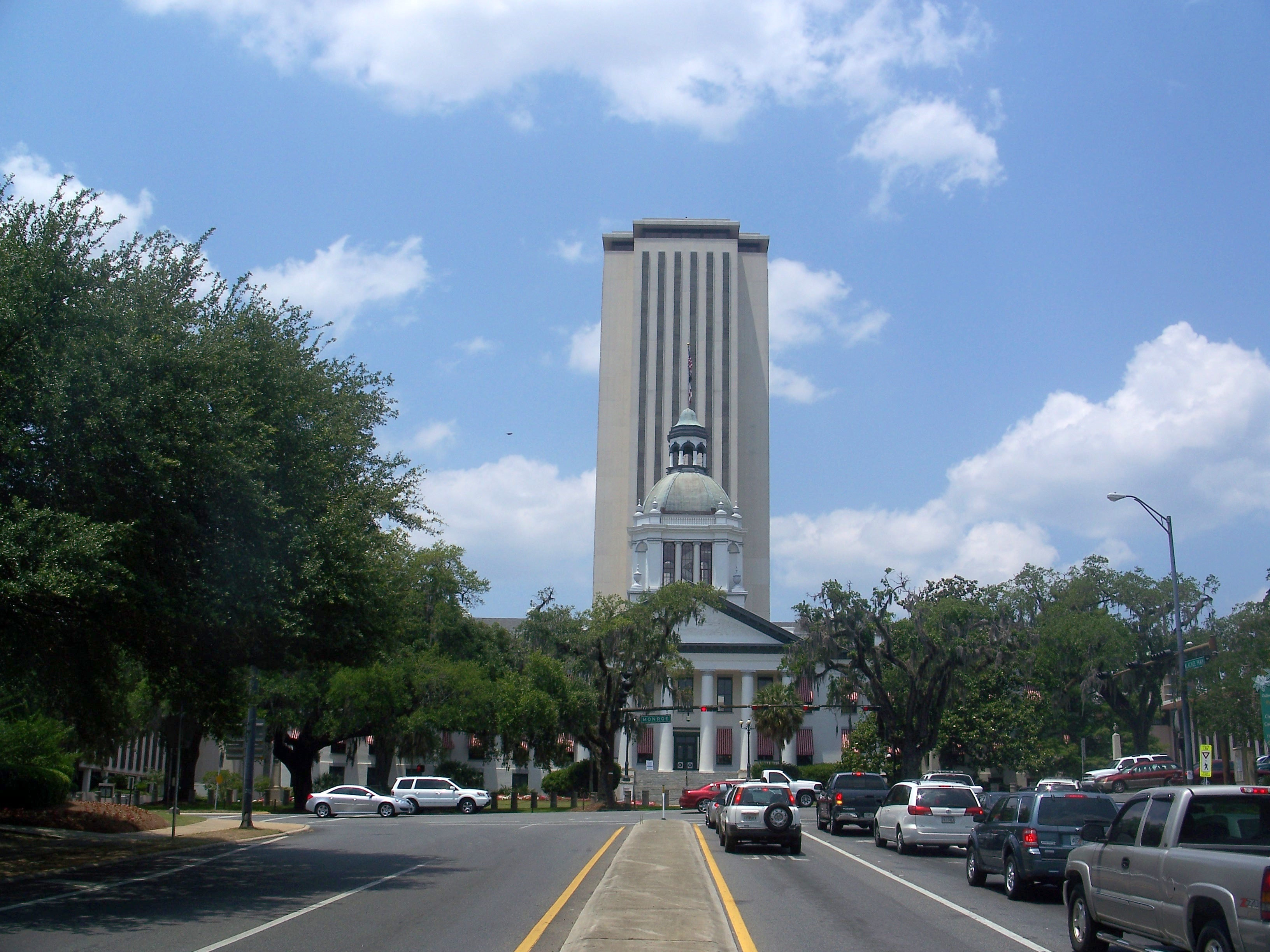
フロリダ州会議事堂

フロリダ州会議事堂は州の政治の中心であるだけでなく、タラハシーの名所の1つにもなっている。州会議事堂の最上階、22階は展望台およびギャラリーになっており、無料で開放されている。また、州会議事堂の前面に建つ旧州会議事堂は、前述の通り博物館になっている。同館は先史時代から植民地時代、南北戦争、公民権運動、冷戦下でのキューバ系移民受け入れ、2000年の大統領選挙に至るまでのフロリダ州の歴史や、歴代州知事、州の自然環境、州の開発に関する事物を常設展示している。また、同館内の州知事室、州議会の上下両院の議場、州最高裁判所はそれぞれ、20世紀初頭の頃のものに復元され、展示室自体が展示物となっている。
州会議事堂の2ブロック西にはフロリダ史博物館が立地している。同館は南北戦争時のフロリダ、第二次世界大戦時下のフロリダ、および「フロリダ」と名付けられた歴代のアメリカ合衆国海軍艦船を常設展示している。また、新しい常設展示コーナーとして、「ラ・フロリダ」と題した、植民地時代のフロリダについての事物を展示するコーナーの開設工事が進められており、2012年3月に第1期分が公開された。

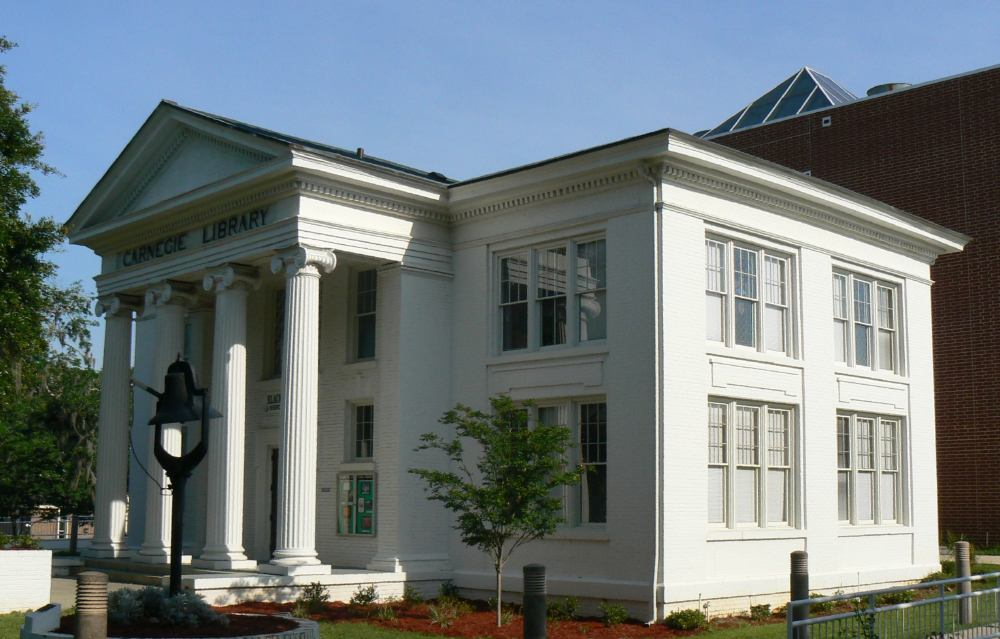
フロリダA&M大学キャンパス内のカーネギー図書館

この他の市内の名所としては、フロリダA&M大学のキャンパス内に立地するカーネギー図書館に置かれ、地域のアフリカ系アメリカ人に関する史料を保管・展示する南東地域黒人文書館・研究センター・博物館や、アムトラック駅のすぐ南にあり、50以上のスタジオやギャラリー、店舗が集中し、タラハシーの芸術地区となっているレールロード・スクエアが挙げられる。また、北東郊のI-10と国道90号線とのインターチェンジの直下には、130台以上を数える旧車を中心に、映画「バットマン」シリーズで実際に撮影に使われたバットモービルなど、珍しい車両やその部品等を展示するタラハシー自動車博物館が立地している。

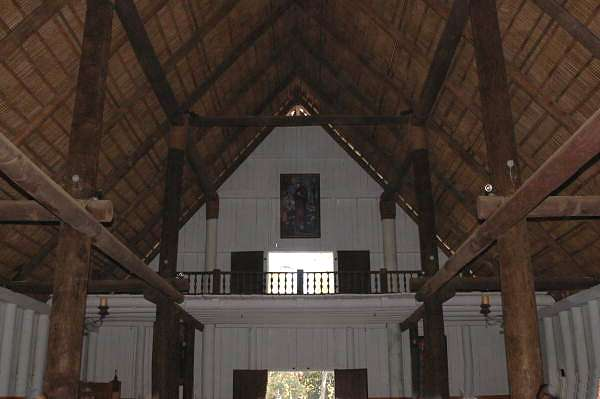
復元されたミッション・サン・ルイス・デ・アパラチーの内部

周縁部や郊外には野外博物館もいくつかある。市南西部、タラハシー地域空港の近くに立地するタラハシー博物館は、52エーカー（210,000m2）の敷地を有し、19世紀中盤のフロリダの村や農場を再現した野外博物館、およびフロリダに棲息する動物を飼育・展示する動物園を兼ねている。この地域で最初のスペイン人伝道教会であったミッション・サン・ルイス・デ・アパラチーは復元され、スペイン植民地時代の事物や芸術作品を展示する博物館になっている。南北戦争後に北部の富裕層に買い取られたプランテーションの1つ、グッドウッド・プランテーションは、家屋と庭園の両方が保存され、家屋は農園主の暮らしを伝える博物館に、そして庭園は1年を通して様々な花が咲く植物園になっている。
また、タラハシーのダウンタウンから南へ約20km、ワクラ郡内には、ワクラ・スプリングスという湧水が出ており、周辺一帯はエドワード・ボール・ワクラ・スプリングス州立公園に指定され、保全されている。この湧水を起点とするワクラ川にはワニやマナティーが棲息しており、訪問者はグラスボートからその姿を見ることができる。

## 人口動態

### 都市圏人口
タラハシーの都市圏を形成する各郡の人口は以下の通りである（2010年国勢調査）。
タラハシー都市圏
| 郡               | 州         | 人口      |
| ---------------- | ---------- | --------- |
| レオン郡         | フロリダ州 | 292,198人 |
| ガズデン郡       | フロリダ州 | 43,826人  |
| ワクラ郡         | フロリダ州 | 33,764人  |
| ジェファーソン郡 | フロリダ州 | 14,510人  |
| 合計             | 合計       | 384,298人 |

### 市域人口推移
以下にタラハシー市における1860年から2020年までの人口推移をグラフおよび表で示す。
| 統計年 | 人口      |
| ------ | --------- |
| 1860年 | 201人     |
| 1870年 | 384人     |
| 1880年 | 1,432人   |
| 1890年 | 2,159人   |
| 1900年 | 3,185人   |
| 1910年 | 6,374人   |
| 1920年 | 10,303人  |
| 1930年 | 51,937人  |
| 1940年 | 62,475人  |
| 1950年 | 73,958人  |
| 1960年 | 89,539人  |
| 1970年 | 102,482人 |
| 1980年 | 113,583人 |
| 1990年 | 124,773人 |
| 2000年 | 150,624人 |
| 2010年 | 181,376人 |
| 2020年 | 196,169人 |

## 姉妹都市
タラハシーは以下6都市と姉妹都市提携を結んでいる。
- クラスノダール（ロシア）
- コノンゴ（ガーナ）
- シント・マールテン（オランダ王国自治領）
- スライゴ（アイルランド）
- ラマトハシャロン（イスラエル）
- 如皋市（中華人民共和国江蘇省）

## 註
1. ↑  QuickFacts: Tallahassee city, Florida. U.S. Census Bureau. 2020年.
2. 1 2  QuickFacts. U.S. Census Bureau. 2020年.
3. ↑  Name Origins of Florida Places. Division of Historical Resources, Florida Department of State. 2014年10月1日閲覧.
4. ↑  Home Archived 2012年4月17日, at the Wayback Machine.. Lake Jackson Mounds Archaelogical State Park, Division of Recreation and Parks, State of Florida. 2014年10月9日閲覧.
5. ↑  History and Archaeology of Mission San Luis. pp.3-4. Friends of Mission San Luis. 2014年10月9日閲覧.
6. ↑  History and Archaeology of Mission San Luis. p.10. Friends of Mission San Luis. 2014年10月9日閲覧.
7. ↑  Florida Becomes a Territory. Floripedia. College of Education, University of South Florida. 2005年. 2014年10月5日閲覧.
8. 1 2  Tallahassee Becomes the Capital. Floripedia. College of Education, University of South Florida. 2005年. 2014年10月5日閲覧.
9. ↑  Gannon, Michael V. Florida: A Short History. Board of Regents, State of Florida. 1993年. ISBN 0-8130-1167-1.
10. 1 2  History. Florida State University. 2014年10月13日閲覧.
11. ↑  Smith, Julia Floyd. Slavery and Plantation Growth in Antebellum, Florida, 1821–1860. University Press of Florida. 1973年. ISBN 978-0813003238.
12. ↑  The Battle of Natural Bridge. Civil War Trust. 2014年10月13日閲覧.
13. ↑  About the Historic Capitol. Florida Historic Capitol Museum. 2014年10月13日閲覧.
14. 1 2  Historical Weather for Tallahassee, Florida, United States of America. Weatherbase.com. 2014年10月13日閲覧.
15. 1 2  State Capitol Tower. Emporis. 2014年10月14日閲覧.
16. ↑  Feiock, Richard C., et al. City County Consolidation Efforts: Selective Incentives and Institutional Choice. pp.22-24. Florida State University. 2006年. 2014年10月17日閲覧.
17. ↑  City Crime Rate Rankings. CQ Press. 2013年. 2014年10月18日閲覧.
18. ↑  Tallahassee Rgnl. (Form 5010) Airport Master Record. Federal Aviation Administration. 2014年9月18日. 2014年10月15日閲覧.
19. ↑  Sunset Limited. Amtrak. 2014年6月9日. 2014年8月30日閲覧.
20. 1 2  Fall 2013 Fact Sheet. Florida State Uniersity. 2014年10月19日閲覧.
21. ↑  Best Colleges 2014: National University Rankings. p.9. U.S. News & World Report. 2013年. 2014年10月19日閲覧.
2014年版（2013年発行）では95位であった。
22. ↑  Overview. Florida A&M University. 2014年10月19日閲覧.
23. ↑  Colleges & Schools. Florida A&M University. 2014年10月19日閲覧.
24. ↑  Permanent Exhibits. Florida Historic Capitol Museum. 2014年10月23日閲覧.
25. ↑  Permanent Exhibits. Museum of Florida History. 2014年10月26日閲覧.
26. ↑  Museum Holding. The Black Archives Research Center, Florida A&M Universiry. 2014年10月26日閲覧.
27. ↑  Home. Railroad Square Art Park. 2014年10月26日閲覧.
28. ↑  Automobiles. Tallahassee Automobile Museum. 2014年10月26日閲覧.
29. ↑  Batmobiles. Tallahassee Automobile Museum. 2014年10月26日閲覧.
30. ↑  About Us, Old Florida, Big Bend Farm, Natural Florida, Wildlife Florida. Tallahassee Museum. 2014年10月26日閲覧.
31. ↑  Visitor Information. Friends of Mission San Luis. 2014年10月26日閲覧.
32. ↑  Home, Museum, Gardens. Goodwood Museum and Gardens. 2014年10月26日閲覧.
33. ↑  Activities. Edward Ball Wakulla Springs State Park, Division of Recreation and Parks, State of Florida. 2014年10月26日閲覧.
34. ↑  Gibson, Campbell. Population of the 100 Largest Cities and Other Urban Places in the United States: 1790 to 1990. US Census Bureau. 1998年6月.
35. ↑  Tallahassee, Florida. Interactive Map. Sister Cities International. 2014年9月27日閲覧.

## 推奨文献
- Hare, Julianne. Tallahassee: a capital city history. Arcadia Publishing. 2002年.
- Tebeau, Charlton, W. A History of Florida. Coral Gables: University of Miami Press. 1971年.
- Williams, John Lee. Journal of an Expedition to the Interior of West Florida October–November 1823. Tallahassee: Manuscript on file at the State Library of Florida, Florida Collection.